# Shofar

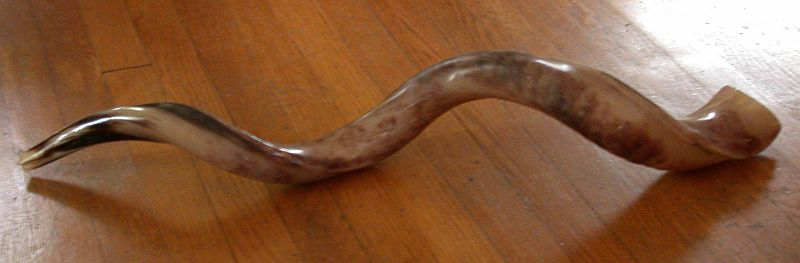
Jeminitisk shofar av kuduhorn.

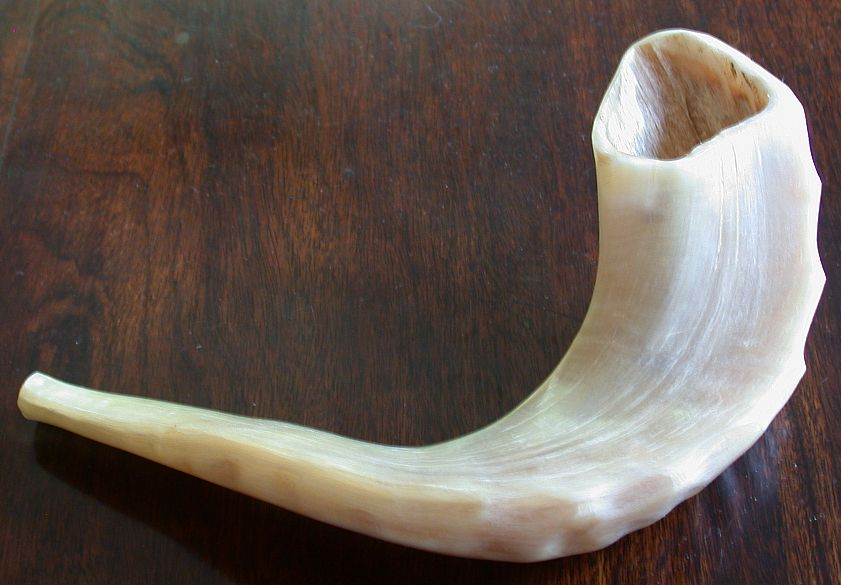
Liten askenasisk shofar.

Shofar är ett musikinstrument, en typ av blåshorn, som används rituellt inom judendomen. Den används under rosh hashana, det judiska nyåret, samt för att markera fastans avslutning under jom kippur, försoningsdagen. 
En shofar kan tillverkas av vilket kosher djur som helst, med undantag för kor och kalvar. Inom askenasisk judendom är det oftast hornet av ett får.
Det starka ljudet skall, enligt traditionen, väcka människorna till eftertanke. Man brukar använda shofar till tre sorters signaler:
- Tekiah – en lång signal
- Shevarim – tre kortare, klagande ljud
- Teruah – nio korta ljud i hastig följd